# فرودگاه مینام لاج
فرودگاه مینام لاج (به انگلیسی: Minam Lodge Airport) یک فرودگاه خصوصی است که یک باند فرود چمن دارد و طول باند آن ۶۰۹ متر است. این فرودگاه در شهر کوو، اورگن کشور ایالات متحده آمریکا قرار دارد و در ارتفاع ۱۰۹۳ متری از سطح دریا واقع شده‌است.